# パークホテル東京
パークホテル東京（パークホテルとうきょう、Park Hotel Tokyo）は、東京都港区東新橋に共同通信社が建設した汐留メディアタワー上層部に開業したホテル。
「日本の美意識が体感できる時空間」をコンセプトに、アートを軸とした空間づくりが行われている。運営は芝パークホテル。2024年11月に、リーガロイヤルホテルグループ入りした。

## 概要
再開発エリアである汐留シオサイトでは、2003年7月に汐留タワー上層部に開業したロイヤルパーク汐留タワーに次いで開業したホテルである。芝パークホテルとしては初の姉妹ホテルで、芝パークホテルとは直線距離で一キロ弱しか離れておらず、管理業務や予約、交換業務が一元化でき、コストが抑えられることから進出に踏み切った。
25階にフロントを置き、34階まで10層吹き抜け都心のホテル最大級のアトリウムが特色。アトリウムでは日本の四季をテーマとした展示会を開催している。4つのレストラン & バーなどがあるが、宴会場は設けず、宿泊特化型でホテルとして営業を行っている。31階は「アーティストルーム」のフロアとなっている。
インテリアの基本設計はフランス人のフレデリック・トマ（デ・スィーニュ社）で、コンセプトから汐留メディアタワーの設計を手掛けたKAJIMA DESIGNと協働した。

## 客室
- シティツイン、コーナーツイン
- パークスイート
- シティシングル
- シティダブル
- プレミアムツイン、プレミアムダブル

## レストラン
- 花山椒 日本料理
- アートカラーズダイニング
- ザ ソサエティ
- ニュース アート カフェ
- スカーレットルーム、ブルールーム（プライベートダイニング）

## 交通アクセス
- 鉄道
  - 都営地下鉄大江戸線汐留駅より直結
  - ゆりかもめ東京臨海新交通臨海線汐留駅より徒歩2分
  - JR、東京メトロ銀座線・都営地下鉄浅草線新橋駅より徒歩7分
- バス 
  - 成田国際空港から東京空港交通のリムジンバスが運行。